# ビッグ・オー (観覧車)

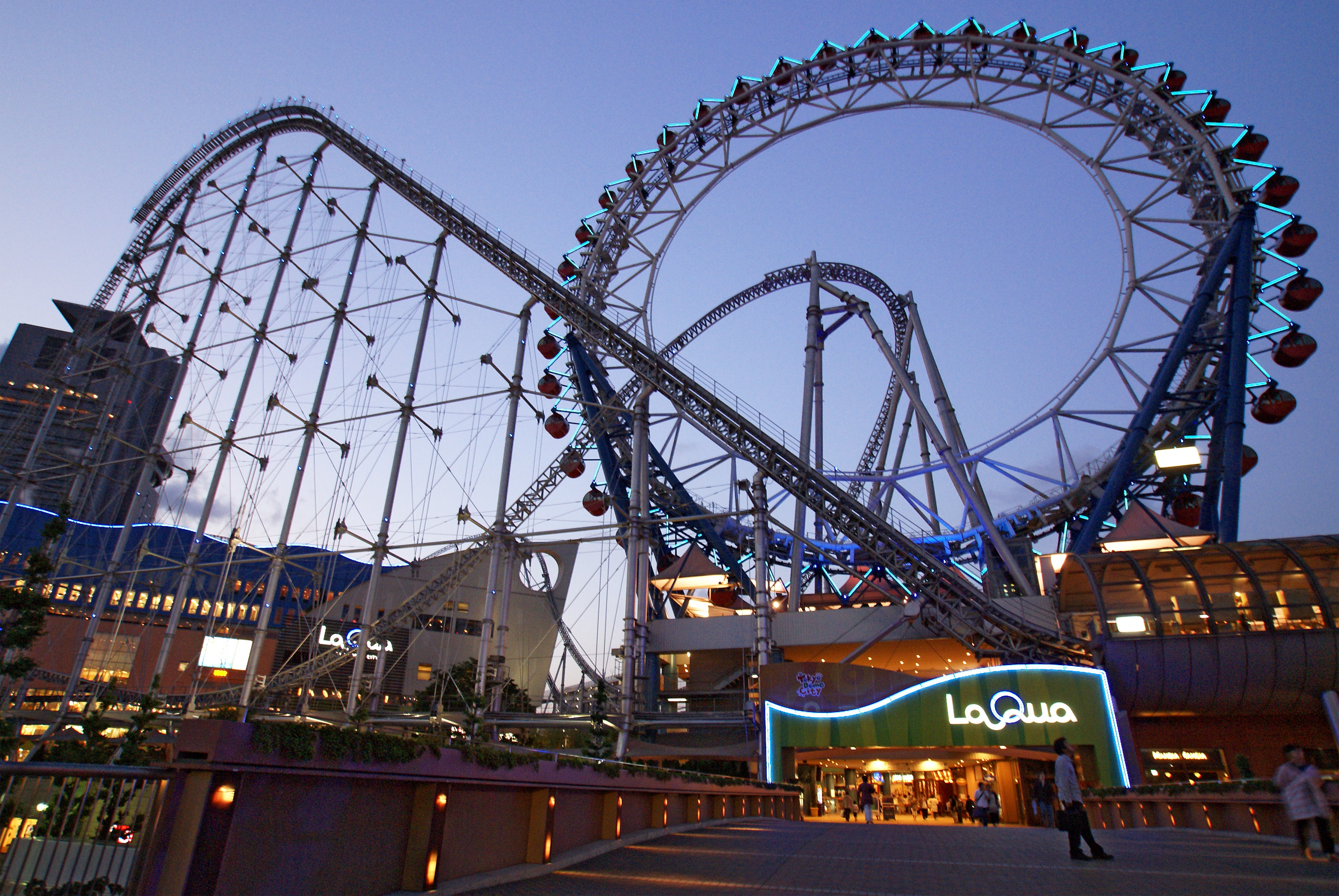
ビッグ・オーとサンダードルフィン

ビッグ・オー (Big O)は、東京ドームシティ内・ラクーアにある、東京ドームシティアトラクションズの観覧車である。
アトラクション合言葉・挨拶は「ハッピー」。

## アトラクション概要
三菱重工業が設計・製造を担当し、2003年に開業した。これまでの観覧車の構造と異なり、中心軸のない世界初のセンターレス大観覧車である。リング自体が回転しているのではなく、リングの外周にレールを設けてあり、その周りをゴンドラが動いている。中心をジェットコースター「サンダードルフィン」のレールが貫いている。当時各地の遊園地では大きさを競うように観覧車を設置していた中で、東京ドームシティはここにしかないシンボリックなものを入れることとした。そこで、ジェットコースターが突き抜けるダイナミックさを持ち、かつ敷地も有効活用できるとして、センターレス構造が採用された。全ゴンドラエアコン装備、タブレットが搭載。タブレットでは東京ドームシティの歴史等を音声付きで楽しめる。また、2台はバリアフリーゴンドラ仕様になっており、車椅子や大型ベビーカーのまま乗車が可能。
全てのゴンドラにカラオケ機能が搭載（通称「カラオケ観覧車」）されており、一周の間に都内の絶景を観ながらカラオケを楽しめる。カラオケの選択出来る曲は予め決まっており、定期的に入れ替わる。ホームページのアトラクション情報で現在選択出来る曲を確認することが出来る。2017年8月1日に開始した当初、カラオケ機能付きゴンドラは8台のみで専用の列が作られていた（通常のゴンドラもカラオケ機能付きゴンドラも値段は同じだった）が、2024年4月27日にバリアフリーゴンドラを含む全てのゴンドラにカラオケ機能が搭載された。
NTTドコモがラクーアの公式スポンサーになっており、全ゴンドラに搭載されているタブレットの提供をしている。タブレット内には東京ドームシティの歴史等を音声付きで楽しめる。
特定日のみ、少ない待ち時間で乗れる時間指定の「スキップパス」が数量限定で販売されている。1枚1,200円で、4名まで利用可能。

## コラボイベント
東京ドームシティアトラクションズ園内で開催されるイベントとコラボし、ラッピングゴンドラやゴンドラ内のタブレットで音声や音楽、映像が見ることが出来る事がある。(イベントの内容による)
また、東京ドームでライブがある日に合わせてアーティストの曲やMVをゴンドラ内のタブレットで見ることが出来る(コラボイベント実施日による)

## スペック
- 最高部高度：60m
- 回転直径：68m
- ゴンドラ数：40台（うちバリアフリー2台）
- エアコン有無：全ゴンドラ装備
- カラオケ機能：全ゴンドラ搭載
- 所要時間：約15分
- 利用料金：1,000円